# ISO 3166-2:TL

تیمور شرقی

کد ISO 3166-2:TL بخشی از استاندارد ایزو ۳۱۶۶ برای کشور تیمور شرقی است که توسط سازمان بین‌المللی استانداردسازی ISO تنظیم شده‌است این سازمان، کدهای استاندارد را برای تقسیمات کشوری (ایالت‌ها یا استان‌های) کشورهای فهرست شده در استاندارد ایزو ۳۱۶۶-۱ تعریف می‌کند.
هر کد شامل دو بخش می‌گردد که توسط علامت - جدا می‌گردند.
- بخش نخست TL که در ایزو ۳۱۶۶-۱ آلفا-۲ کد کشور تیمور شرقی است.
- بخش دوم شامل یک یا دو یا سه حرف است که بیان‌کننده استان یا ایالت کشور تیمور شرقی می‌باشد.

## کدها
| کدها  | Nome del منطقه in زبان پرتغالی | Nome del منطقه in زبان تتومی |
| ----- | ------------------------------ | ---------------------------- |
| TL-AL | آئیلئو (منطقه)                 | Aileu                        |
| TL-AN | بخش اینارو                     | Ainaru                       |
| TL-BA | Baucau District                | Baukau                       |
| TL-BO | Bobonaro District              | Bobonaru                     |
| TL-CO | Cova Lima District             | Kovalima                     |
| TL-DI | Dili District                  | Díli                         |
| TL-ER | Ermera District                | Ermera                       |
| TL-LA | Lautém District                | Lautém                       |
| TL-LI | Liquiçá District               | Likisá                       |
| TL-MT | Manatuto District              | Manatutu                     |
| TL-MF | Manufahi District              | Manufahi                     |
| TL-OE | Oecusse District               | Oekusi-Ambenu                |
| TL-VI | Viqueque District              | Vikeke                       |